# Babanusa
Babanusa – miasto w Sudanie, w stanie Kordofan Zachodni. Liczy 22 940 mieszkańców (2008). Ośrodek przemysłowy.

## Transport
Babanusa jest węzłem kolejowym kolei sudańskich, w którym łączą się linie z Nyali, Kusti (i dalej Chartumu) i Wau